# 新科國民運動中心
新竹市新科國民運動中心（Hsinchu Hsinke Sports Center），位於新竹市東區鄰近新竹縣竹東鎮，為新竹市及直轄市外首座國民運動中心，主要提供新竹科學園區周圍住民使用，於2015年8月1日正式啟用。主管機關為新竹市教育處。

## 歷史
行政院於2005年1月核定體委會「改善國民運動環境計畫」，體委會後續於2009年6月提出「國民運動中心建設計畫」及「打造運動島計畫」，兩項計畫最終整併為「改善國民運動環境與打造運動島計畫」，編列預算132.6億元新台幣，其中116.6億用於子計畫「改善國民運動環境計畫」以興建國民運動中心、改善國民運動設施。
2010年，體委會核定補助2億，加上新竹市政府自籌款1億，總計經費約3億元進行新科國民運動中心建設，並於2013年4月2日正式動工。2015年初，新科國民運動中心完工，為新竹市及直轄市外首座國民運動中心，由遠東鐵櫃鋼鐵廠公司承攬營運。2015年7月18日開始試營運，8月1日正式營運。
2020年10月31日，因承攬營運合約到期，重新招商後堤姆有限公司取得營運權，並閉館整修，隔年3月3日重新開幕。

## 場館與設施
新科國民運動中心為地上三層、地下一層之建築，基地面積2,223.43平方（672.59坪），緊鄰新科國中，一旁設有對外開放之新科國中地下停車場，計有466格汽車格及160格機車格。運動設施包含1樓游泳池；2樓體適能中心、韻律教室、舞蹈教室、飛輪教室；3樓綜合球場、4面羽球場、桌球室。

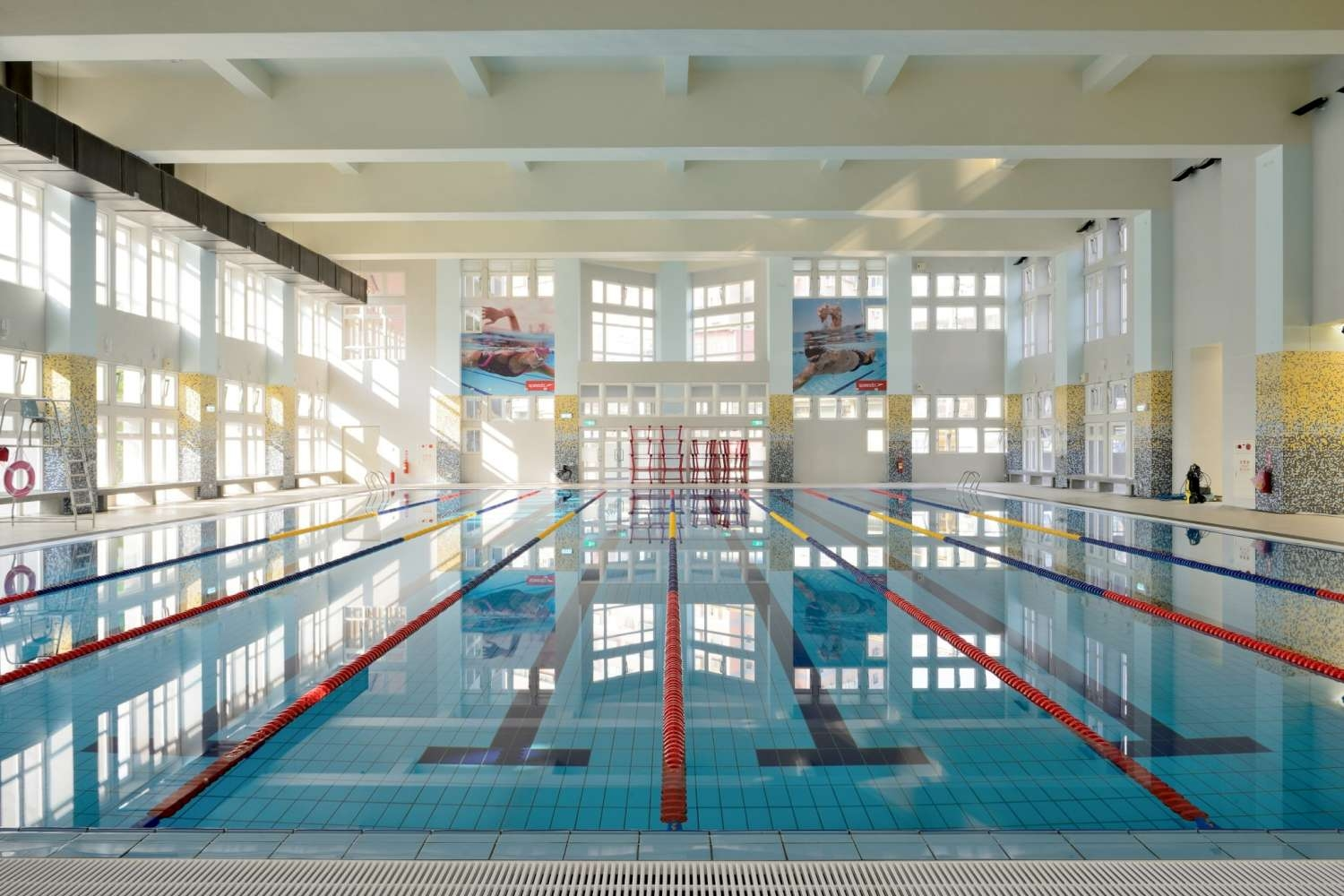
游泳池
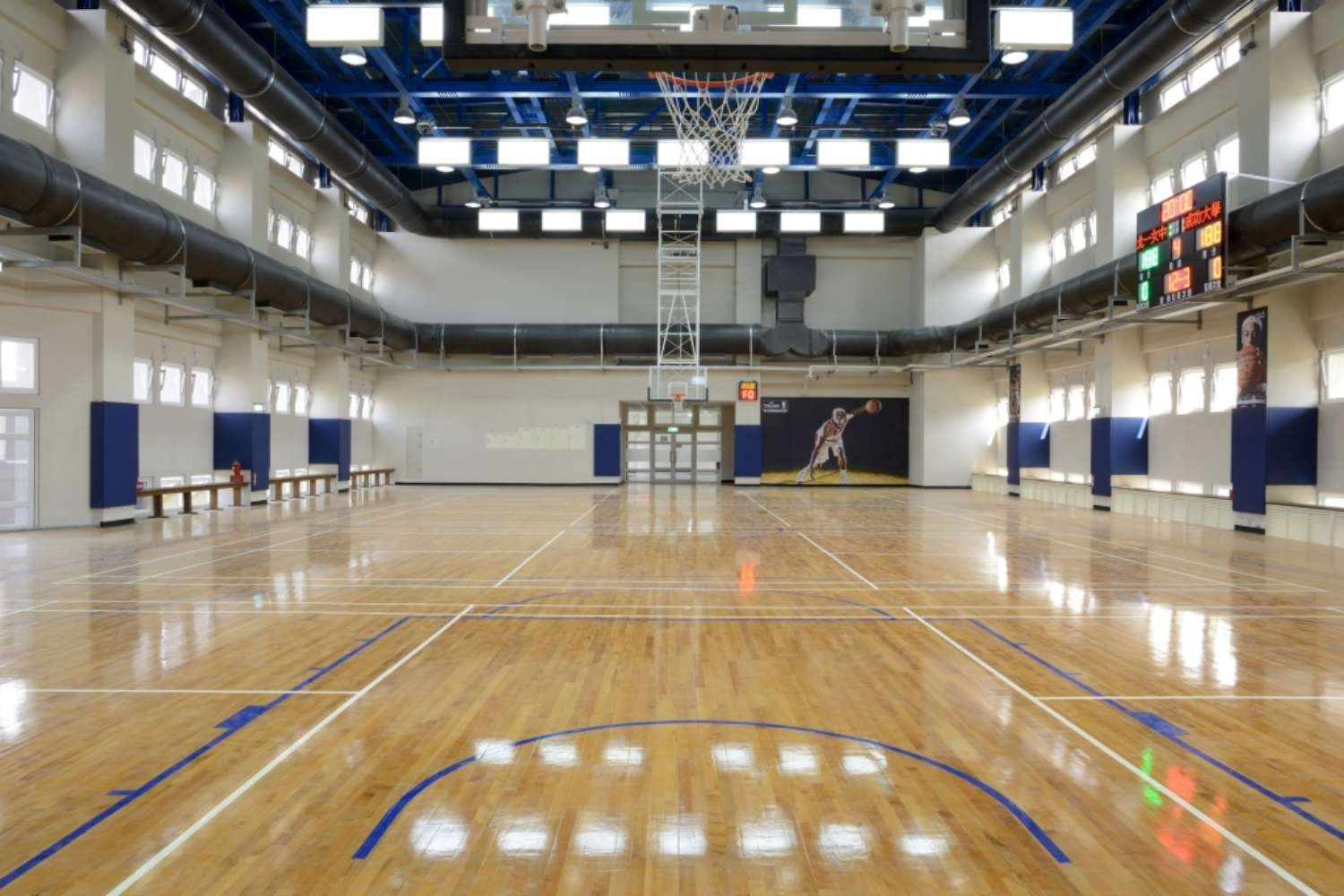
籃球場
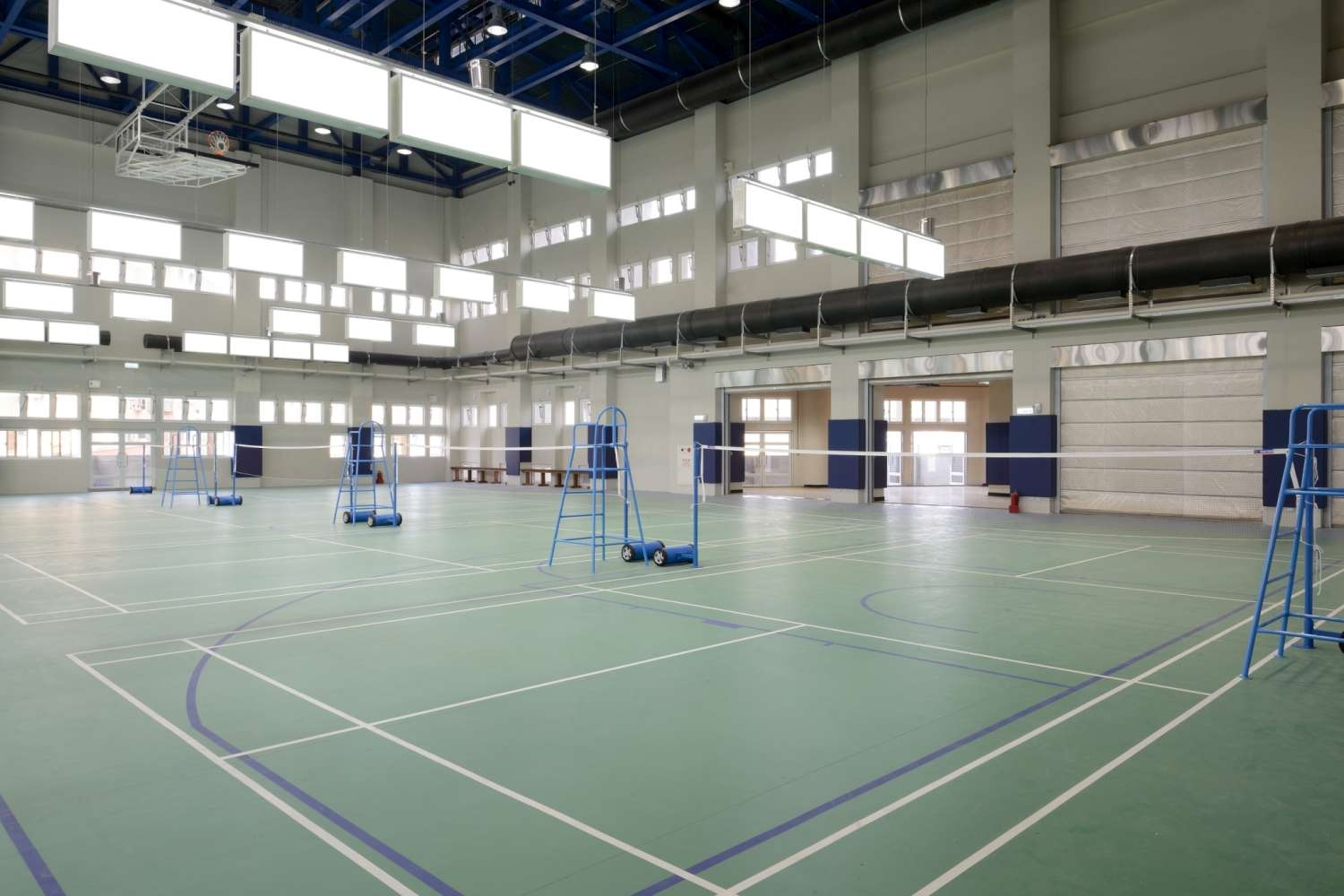
羽球場

## 周邊設施
- 臺灣鐵路新莊車站、竹中車站
- 新竹科學園區

## 外部連結
- 官方网站
- 新科國民運動中心的Facebook專頁